# Hervé Gourdet
Ne doit pas être confondu avec le guide de haute montagne Hervé Gourdel.
Hervé Gourdet est un illustrateur français né le 3 janvier 1967, originaire de Montcy-Notre-Dame (Ardennes).
Il illustre le légendaire, l'imaginaire et les Ardennes. Il est le créateur du festival de féerie le Printemps des Légendes à Monthermé en 2009 qu'il dirige jusqu'en 2012. En 2016 ce festival s’installe au lac des Vieilles Forges, près des Mazures et prend le nom de Festival des Légendes pour une seule édition.
Il a fondé la troupe inter-celtique du Bagad Arduinn, et le Centre des légendes et d'elficologie en Ardenne.

## Biographie

### Le dessinateur et l'animateur de festival
Ancien communiquant publicitaire, Hervé Gourdet s'est lancé à partir de 2003 dans l’illustration avec l'envie de faire connaître sa région et de travailler dans le légendaire,. Il s'emploie également à diffuser et partager les légendes ardennaises par des expositions et conférences.
En 2009, il crée le festival Printemps des Légendes et le Centre des légendes et d'elficologie en Ardenne (CLEA), qui fonctionnera durant un an dans l'ancienne école des Hauts-Buttés, un lieu au cœur de la forêt ardennaise, sur la commune de Monthermé. Le Centre des légendes et d'Elficologie en Ardenne redevient une structure itinérante jusqu'en 2014.

### Le musicien
Passionné de musique celtique et folk, il a créé en 2003 avec une bande d'amis Ardennais belges et français le  Bagad Arduinn, une troupe inter-celtique composée d'une quarantaine de musiciens (cornemuses, bombardes, percussion) jouant un répertoire breton, irlandais, écossais, et quelques compositions issues du répertoire wallon. Il joue lui-même de la cornemuse irlandaise, l'uilleann pipes, depuis 2001.

### Influences et rencontres
Hervé Gourdet rencontre Pierre Dubois, auteur qu'il admire depuis son enfance, ainsi que René Hausman, passionné lui aussi de cornemuses, et Claudine Glot, qui lui donne entre autres l'opportunité de travailler sur le projet Ardennes et Bretagne, les sœurs lointaines (réédition du livre d'Albert Moxhet). En 1994, il fait la connaissance de John Howe lors de son passage à Charleville-Mézières comme artiste invité en résidence par la Région Champagne-Ardenne.[réf. nécessaire]

## Publications
- Pique-nique au volcan, Éditions Orphie, 2003  (ISBN 2-877-63-177-X).
- Le petit guide de féerie en Ardenne, Éditions SEA, 2006  (ISBN 2-902413-51-3).
- Le petit guide de sorcellerie en Ardenne, Éditions SEA, 2009  (ISBN 2-902413-61-0).
- Le poisson bleu de Monsieur Chagall a disparu, Éditions RMN jeunesse, 2010  (ISBN 978-2-7118-5552-0).
- Le Cheval et l'épée ou les Quatre fils Aymon, Éditions Oriande Productions, 2010  (ISBN 978-2-9536281-0-4).
- Ardennes contes et Légendes, Éditions Noires Terres, 2013  (ISBN 2-915148-55-4).
- Ardennes et Bretagne les sœurs lointaines, d'Albert Moxhet, Éditions Musée en Piconrue, 2013. Participation au collectif d'illustrateurs, couverture et double page intérieure.
- MAUGIS La naissance de l’ Enchanteur / Édition La völva 2015  (ISBN 978-2-9555105-0-6)
- Lancement du projet les escapades fantastiques (collectage écrit et audiovisuel des légendes de France et d'europe) www.escapadesfantastiques.com
- Contes de l'Ardenne Mystérieuse, Éditions Auzou, 2021  (ISBN 9782733895603).